# Apodanthera ferreyrana
Apodanthera ferreyrana är en gurkväxtart som beskrevs av Mart. Crov. Apodanthera ferreyrana ingår i släktet Apodanthera och familjen gurkväxter. Inga underarter finns listade i Catalogue of Life.